# Юйцзюлюй Датань
Юйцзюлюй Датань (кит. упр. 郁久閭大檀, пиньинь Yùjiǔlǘ Dàtán; тронное имя — Моуханьхэшэнгай) — третий каган жужаней с 414 года по 429 год н. э.

## Правление
Датань, сын Пухуня, который был сыном младшего дяди первого кагана Шэлуня. Власть принял в результате свержения узурпатора Булучжэня. Предыдущий каган Хулюй бежал в Северную Янь.
Правление начал с войны с Бэй Вэй. Зимой Датань повёл войска для набега на границу, но Тоба Сы встретил его с войском. Датань стал отступать, а вэйский шанянхэу Сигинь бросился в погоню за ним. В степях Монголии жужани скрылись, а многие вэйские солдаты обморозили себе пальцы. Пока правил Тоба Сы, жужани не нападали на Вэй.
В 424 году, со смертью Тоба Сы, Датань напал на Юньчжун. Жужаней было очень много, около 60 000. Император Тоба Тао повёл армию против жужаней. За 2 суток тобасцы достигли Юньчжуна, но Датань окружил их в 50 рядов. Вэйцы не дрогнули и жужани, зная, что им не победить в лобовом столкновении, ушли.
В 425 Тоба Тао отправил 5 армий против жужаней. Первая армия пинванъяна Чайсунь Хая шла через Чёрные пески, вторая армия жуиньгуна Чайсунь Даошэна шла другой дорогой, третья армия императора Тоба Тао шла в середине, четвёртая армия Эцина шла чрез Лиюань, пятая армия Кигяня шла через горы Эрхань. Дойдя до Гоби, император приказал бросить обоз и идти налегке. Жужани разбежались в ужасе.
Тоба Тао готовился поймать Датаня, но получил письмо с известием, что Лю Сун собиралась напасть на него. Тао не желал войны на два фронта и решил догнать Датаня в горах Хэйшань. У реки Сушуй вэйский Чайсунь Хай напал на войско Пило, брата Датаня. Вэйцы быстро уничтожили их. Датань бежал на запад, все жужани скрылись кто куда. Войско Тоба Тао прошло 1850 км и император решил разделить армию и прочесать всю степь. Дойдя до Байкала на востоке, Чжанъешуя на западе, Яньжаньшаня на севере, прочесав 7,5 тыс. км², вэйцы перебили много жужаней, 300 000 принесли присягу Вэй, многих пленили, миллион голов скота взяли в плен. Ань Юань покорил Гаоюй.
От переживаний Датань скончался. Его сын Ути стал каганом Чилянем.